# Adrenoleucodistrofia
L'adrenoleucodistrofia è una malattia genetica rara dei perossisomi (organelli intracellulari contenenti vari enzimi utili per la β-ossidazione), di cui esistono varie forme: l'adrenoleucodistrofia propriamente detta, la adrenoleucodistrofia neonatale e infantile (una delle espressioni della sindrome di Zellweger) e la più diffusa adrenoleucodistrofia legata al cromosoma X. In alcuni casi si assiste a una degenerazione della mielina, tessuto grasso complesso del tessuto neuronale che ricopre molti nervi del sistema nervoso centrale e periferico. Senza la mielina, i nervi non riescono a condurre un impulso, portando a una crescente disabilità mentre la distruzione della mielina continua e si intensifica.

## Epidemiologia
Si manifesta principalmente nei bambini in un'età che varia dai 4 agli 8 anni, mentre forme meno marcate si sono individuate anche negli adulti. Questa ultima forma prende il nome di adrenomieloneuropatia (AMN), il cui esordio si mostra nella seconda e terza decade di età. La malattia colpisce in maggioranza il sesso maschile.

## Eziologia
La malattia è causata da mutazioni nel gene ABCD1, localizzato sul cromosoma X e responsabile della produzione di ALDP, una proteina transmembrana dei perossisomi che permette l’eliminazione degli acidi grassi saturi a catena lunga e molto lunga (VLCFA, Very Long Chain Fatty Acids) da questi corpuscoli cellulari.

## Clinica

### Sintomatologia
Fra i sintomi e i segni clinici riscontrabili ritroviamo deficit a vari livelli, da problemi legati al movimento (fino all'inabilità totale) a disturbi comportamentali come nel caso della demenza; possono presentarsi anche disturbi visivi (inclusa la cecità), la malattia di Addison (15% dei casi), afasia, aprassia e insufficienza surrenalica causata da atrofia.

### Diagnosi differenziale
Le leucodistrofie presentano una demielinizzazione differente rispetto a quella causata da altre malattie come la sclerosi multipla, in cui la mielina è normalmente formata, ma viene perduta per una disfunzione immunologica o per altre ragioni.
Un difetto metabolico nelle reazioni di "digestione" degli acidi grassi a catena molto lunga (VLCFA) porta al loro accumulo nel sangue e nei tessuti. L'accumulo di queste sostanze ha un effetto distruttivo sulla mielina, la guaina che riveste le strutture del sistema nervoso centrale.

## Trattamento
Il trattamento è di tipo di sostegno, con modifica alla dieta del soggetto. Fra le sostanze utilizzate vi è in corso di esperimenti alcune miscele specifiche fra cui quella composta da triolato di glicerile e glicerile trierucato, in rapporto di 4:1, che sembra dare buoni risultati contro alcuni sintomi.
Come trattamento farmacologico è necessario la somministrazione di steroidi surrenalici a chi soffre di insufficienza, mentre come intervento chirurgico occorre il trapianto del midollo osseo. Ultimamente sono in corso sperimentazioni anche sulle cellule staminali.
Per finanziare la ricerca medica sulle demielinizzazioni esiste il Progetto Mielina, una fondazione internazionale con sede a Washington.

### Olio di Lorenzo
L'olio di Lorenzo è una miscela di trigliceridi, proposta nel trattamento dell'adrenoleucodistrofia per diluire la concentrazione, nel sangue e nei tessuti, dell'acido grasso saturo C26:0 (acido cerotico). La miscela fa abbassare la presenza di acidi grassi saturi, ma porta a un aumento della concentrazione dell'acido grasso insaturo C26:1, la cui tossicità ancora non è ben conosciuta.
La terapia è stata proposta da Michaela e Augusto Odone, che l'hanno somministrata al proprio figlio Lorenzo, dal quale il preparato prende nome. Ai due genitori si deve anche la fondazione del Progetto Mielina.
La somministrazione della miscela, in associazione a una dieta ipolipidica, ha mostrato buoni risultati, pur non arrestando la progressione neurologica, nonostante la normalizzazione dei livelli di C26:0.
La somministrazione di questa miscela di acidi grassi monoinsaturi si è mostrata in grado di ridurre la concentrazione plasmatica di acidi a lunga catena, con conseguente rallentamento nella progressione della patologia. L'evidenza clinica mostra che la somministrazione di questa terapia dietetica debba essere quanto più precoce possibile.

### Adrenomix
Nel 2009 nasce una miscela di seconda generazione che aggiunge al glicerolo trioleato (GTO)  ed al glicerolo trierucato (GTE), l’acido linoleico coniugato (CLA ) un gruppo di isomeri dell’acido linoleico in grado di superare la barriera ematoencefalica.
Il CLA, tramite l’attivazione della beta ossidazione perossisomiale, potrebbe incrementare il catabolismo delle molecole pro infiammatorie e dei ROS, agendo come antinfiammatorio ed antiossidante.
Il possibile utilizzo del CLA è stato considerato inizialmente in relazione all'ipotesi di inibizione totale dell'acido grasso sintasi unitamente ad una dieta ipolipidica. Tuttavia gli inibitori dell'enzima (ad esempio il Triclosano) non sono ancora stati sperimentati per via del rischio (dato che i neuroni dipendono fortemente dalla sintesi endogena di acidi grassi), da cui la considerazione del CLA come supporto teso a limitare il rischio.
Un gruppo di ricercatori italiani dell’Ospedale Pediatrico Bambino Gesù di Roma ha dimostrato che la somministrazione di Adrenomix (GTO, GTE e CLA), oltre a diminuire i livelli di VLCFA in tutto l’organismo, riduce la neuro infiammazione e migliora il potenziale somatosensoriale evocato, trovato invariato o peggiorato con la sola somministrazione di GTO e GTE.

### Aldixyl.
Nel 2016, sulla base degli studi sviluppati negli ultimi anni nell’ambito dell’adrenoleucodistrofia ed adrenomieloneuropatia, è stata sviluppata una miscela che aggiunge al GTO, GTE e CLA,  una miscela di potenti antiossidanti ad alti dosaggi contenente acido alfa lipoico (ALA), L- glutatione ridotto e la Vitamina E (α- tocoferolo).
I ricercatori dell'IDIBELL- Hospital Duran i Reynals di Barcellona hanno dimostrato che la somministrazione precoce di un cocktail di potenti antiossidanti, in grado di superare la barriera ematoencefalica e dunque svolgere la propria attività a livello del SNC,  previene lo stress ossidativo tipico della malattia, interviene sulle iniziali disfunzioni assonali e dunque sui danni locomotori.
Questa nuova miscela, a differenza di quanto accadeva con la sola somministrazione di GTO e GTE, scarsamente accumulati a livello del sistema nervoso, potenzia l’attività antinfiammatoria e riduce i livelli di VLCFA nel SNC combinando sinergicamente l’attività dei suoi componenti. In particolare il CLA, oltre a superare la barriera ematoencefalica e regolare a livello del SNC il metabolismo dei VLCFA è in grado di influenzare il catabolismo degli eicosanoidi pro infiammatori e dei prodotti della perossidazione dei lipidi. In tal senso, l’attività antinfiammatoria dell'ALA, L-glutatione ridotto e della Vitamina E viene potenziata a livello di tutto l’organismo, e non solo a livello periferico come accadeva in passato.